# Leppinsee
Der Leppinsee ist ein südöstlich der Müritz in der Mecklenburgischen Seenplatte liegender See im Landkreis Mecklenburgische Seenplatte, Mecklenburg-Vorpommern. Er befindet sich im Osten des Gemeindegebietes von Rechlin an der Grenze zur Stadt Mirow. Deren Ortsteil Schillersdorf liegt in der Nähe des Sees. Er ist ein typischer Rinnensee bei einer Länge von 2.200 m und einer Breite von 300 m. Der See grenzt an den Müritz-Nationalpark. Die Ufer sind bis auf eine schmale Stelle an der Nordostseite komplett bewaldet, westlich des Sees liegt das Waldgebiet der Leppiner Heide und die Wüstung Leppin, die dem See den Namen gab. Der See ist von einem fast durchgängigen Schilfgürtel umgeben. Er ist für den Motorbootverkehr gesperrt und liegt auf einer beliebten Wasserwanderroute, die über Mirow zur Müritz führt.